# Mistrzostwa Ameryki Północnej Juniorów w Skokach Narciarskich 2012
Mistrzostwa Ameryki Północnej Juniorów w Skokach Narciarskich 2012 – zawody w skokach narciarskich, rozegrane w dniach 1–3 stycznia 2012 na kompleksie skoczni Alberta Ski Jump Area w kanadyjskim Calgary.
W mistrzostwach startowali reprezentanci dwóch krajów: Kanady i Stanów Zjednoczonych.
W ramach zawodów rozegrano po 3 konkursy indywidualne wśród kobiet i mężczyzn: po 2 rozgrywane na skoczni normalnej (HS-95), oraz po 1 w młodszej kategorii, określanej jako J2, rozgrywane na skoczni średniej (HS-67). Odbył się również drużynowy konkurs mieszany, w którym w skład każdego zespołu wchodziła 1 kobieta i 3 mężczyzn.

## Przebieg zawodów
Pierwszego dnia zawodów rozegrano konkursy indywidualne kobiet i mężczyzn na skoczniach normalnej i średniej. Wśród mężczyzn w starszej kategorii zwyciężył reprezentant Stanów Zjednoczonych Christian Friberg, który z notą 237,5 punktów wyprzedził o 3 punkty Kanadyjczyka Erica Mitchella, a o 39 punktów kolejnego reprezentanta USA Williama Rhoadsa. W konkursie wystąpiło 26 zawodników, w tym 14 Amerykanów i 12 Kanadyjczyków. W młodszej kategorii zwyciężył reprezentant Kanady Joshua Maurer, a kolejne miejsca zajęli jego rodak Rogan Reid i Amerykanin Colton Kissell. Wystartowało 14 zawodników – 3 Amerykanów i 11 Kanadyjczyków.
W rozgrywanym 1 stycznia konkursie indywidualnym kobiet na skoczni normalnej Amerykanka Sarah Hendrickson, oddając skoki o ponad 15 metrów dłuższe niż kolejne zawodniczki, odniosła zwycięstwo, z notą 234 punktów wyprzedzając drugą Amerykankę Nitę Englund o 79, a trzecią Kanadyjkę Taylor Henrich o 84 punkty. Wystąpiło 10 skoczkiń – 4 Amerykanki i 6 Kanadyjek. Na skoczni średniej wystartowały tylko 4 Kanadyjki. Zwyciężyła Raven Yip przed Alexandrą Pretorius i Mahni Bruce.
2 stycznia 2012 na skoczni normalnej rozegrany został drużynowy konkurs mieszany. Wystąpiło w nim 9 zespołów: po cztery ze Stanów Zjednoczonych i Kanady oraz jeden mieszany, w skład którego weszli reprezentanci obu krajów. Zwyciężył pierwszy skład USA (Sarah Hendrickson, Brian Wallace, William Rhoads, Christian Friberg), drugie miejsce zajął pierwszy skład Kanady (Taylor Henrich, Dusty Korek, Matthew Rowley, Eric Mitchell), a trzecie – drugi zespół USA (Nita Englund, Dillon Maurer, Aleck Gantick, Hyrum Bailey).
Ostatniego dnia mistrzostw odbyły się kolejne w ich ramach konkursy mężczyzn i kobiet na skoczni normalnej. W kategorii męskiej po raz kolejny zwyciężył Christian Friberg, z notą 274 punktów o 31 wyprzedzając Erica Mitchella. Trzecie miejsce zajął tym razem Matthew Rowey z notą 225 punktów. Ponownie wystartowało 26 zawodników. Wśród kobiet kolejne zwycięstwo odniosła Sarah Hendrickson, która w trakcie całych zawodów jako jedyna zawodniczka przekraczała punkt konstrukcyjny. Skoczkinie, które zajęły pozostałe miejsca na podium, zamieniły się pozycjami w porównaniu z poprzednim konkursem: drugie miejsce zajęła Taylor Henrich, a trzecie – Nita Englund. Wystąpiło 10 zawodniczek.
Sponsorem tytularnym zawodów była grupa ubezpieczeniowa Aviva. Równocześnie z mistrzostwami kontynentu w skokach narciarskich odbywały się konkursy Mistrzostw Ameryki Północnej Juniorów w Kombinacji Norweskiej 2012.

## Medaliści
| Konkurs                              | Złoto                                                                                | Srebro                                                           | Brąz                                                                      |
| ------------------------------------ | ------------------------------------------------------------------------------------ | ---------------------------------------------------------------- | ------------------------------------------------------------------------- |
| mężczyźni – HS-95 (1.01.2012)        | Christian Friberg                                                                    | Eric Mitchell                                                    | William Rhoads                                                            |
| mężczyźni – HS-95 (3.01.2012)        | Christian Friberg                                                                    | Eric Mitchell                                                    | Matthew Rowley                                                            |
| mężczyźni – HS-67 (1.01.2012)        | Joshua Maurer                                                                        | Rogan Reid                                                       | Colton Kissell                                                            |
| kobiety – HS-95 (1.01.2012)          | Sarah Hendrickson                                                                    | Nita Englund                                                     | Taylor Henrich                                                            |
| kobiety – HS-95 (3.01.2012)          | Sarah Hendrickson                                                                    | Taylor Henrich                                                   | Nita Englund                                                              |
| kobiety – HS-67 (1.01.2012)          | Raven Yip                                                                            | Alexandra Pretorius                                              | Mahni Bruce                                                               |
| konkurs mieszany – HS-95 (2.01.2012) | Stany Zjednoczone 1 Sarah Hendrickson Brian Wallace William Rhoads Christian Friberg | Kanada 1 Taylor Henrich Dusty Korek Matthew Rowley Eric Mitchell | Stany Zjednoczone 2 Nita Englund Dillon Maurer Aleck Gantick Hyrum Bailey |

## Klasyfikacja medalowa
| Lp. | Reprezentacja     | Złoto | Srebro | Brąz | Razem |
| --- | ----------------- | ----- | ------ | ---- | ----- |
| 1.  | Stany Zjednoczone | 5     | 1      | 4    | 10    |
| 2.  | Kanada            | 2     | 6      | 3    | 11    |

## Wyniki

### Mężczyźni

#### Skocznia normalna (1.01.2012)
| Msc. | Zawodnik              | Reprezentacja     | Odl. 1 | Odl. 2 | Punkty |
| ---- | --------------------- | ----------------- | ------ | ------ | ------ |
| 1    | Christian Friberg     | Stany Zjednoczone | 90,0   | 92,5   | 237,5  |
| 2    | Eric Mitchell         | Kanada            | 88,5   | 93,0   | 234,5  |
| 3    | William Rhoads        | Stany Zjednoczone | 80,5   | 86,0   | 198,5  |
| 4    | Matthew Rowley        | Kanada            | 80,5   | 83,5   | 194,5  |
| 5    | Brian Wallace         | Stany Zjednoczone | 79,0   | 83,5   | 193,0  |
| 6    | Dusty Korek           | Kanada            | 80,0   | 83,0   | 191,5  |
| 7    | Nathaniel Mah         | Kanada            | 79,0   | 81,0   | 186,0  |
| 8    | Hyrum Bailey          | Stany Zjednoczone | 79,0   | 80,5   | 182,0  |
| 9    | Aleck Gantick         | Stany Zjednoczone | 73,5   | 80,0   | 170,0  |
| 10   | Dillon Maurer         | Stany Zjednoczone | 74,0   | 79,5   | 169,0  |
| 11   | Colton Kissell        | Stany Zjednoczone | 70,5   | 77,5   | 157,0  |
| 12   | AJ Brown              | Stany Zjednoczone | 71,0   | 77,5   | 156,0  |
| 13   | Joshua Maurer         | Kanada            | 69,0   | 79,0   | 155,5  |
| 14   | Rogan Reid            | Kanada            | 72,0   | 72,5   | 149,0  |
| 15   | Spencer Knickerbocker | Stany Zjednoczone | 70,5   | 74,5   | 148,0  |
| 16   | Tyler Hutchins        | Stany Zjednoczone | 69,5   | 73,0   | 145,5  |
| 17   | Ben Berend            | Stany Zjednoczone | 70,0   | 73,0   | 144,5  |
| 18   | Sebastien Dandurand   | Kanada            | 64,0   | 65,0   | 114,5  |
| 19   | Matthew Soukup        | Kanada            | 64,5   | 65,5   | 112,5  |
| 20   | Jean-Charl Pretorius  | Kanada            | 61,5   | 63,0   | 103,5  |
| 21   | Nigel Lauchlan        | Kanada            | 61,0   | 64,5   | 99,5   |
| 22   | Adam Snyder           | Stany Zjednoczone | 62,0   | 60,0   | 98,0   |
| 23   | Nicholas Madden       | Stany Zjednoczone | 59,5   | 62,0   | 97,5   |
| 24   | Adrian Hannigan       | Kanada            | 60,0   | 60,5   | 94,0   |
| 24   | Fritz Carpenter       | Stany Zjednoczone | 60,5   | 62,5   | 94,0   |
| 26   | Logan Mitchell        | Kanada            | 60,5   | 60,5   | 91,5   |

#### Skocznia normalna (3.01.2012)
| Msc. | Zawodnik              | Reprezentacja     | Odl. 1 | Odl. 2 | Punkty |
| ---- | --------------------- | ----------------- | ------ | ------ | ------ |
| 1    | Christian Friberg     | Stany Zjednoczone | 101,5  | 98,5   | 274,0  |
| 2    | Eric Mitchell         | Kanada            | 90,5   | 94,5   | 243,0  |
| 3    | Matthew Rowley        | Kanada            | 85,0   | 93,0   | 225,0  |
| 4    | Hyrum Bailey          | Stany Zjednoczone | 87,5   | 90,5   | 221,5  |
| 5    | Dusty Korek           | Kanada            | 86,0   | 88,5   | 218,0  |
| 6    | Nathaniel Mah         | Kanada            | 86,5   | 85,5   | 213,5  |
| 7    | William Rhoads        | Stany Zjednoczone | 85,0   | 82,5   | 200,5  |
| 8    | Joshua Maurer         | Kanada            | 82,0   | 78,0   | 182,0  |
| 8    | AJ Brown              | Stany Zjednoczone | 81,5   | 78,5   | 182,0  |
| 10   | Colton Kissell        | Stany Zjednoczone | 82,5   | 77,5   | 181,5  |
| 10   | Brian Wallace         | Stany Zjednoczone | 76,0   | 85,5   | 181,5  |
| 12   | Tyler Hutchins        | Stany Zjednoczone | 78,0   | 77,5   | 175,0  |
| 13   | Dillon Maurer         | Stany Zjednoczone | 77,0   | 74,0   | 163,0  |
| 14   | Matthew Soukup        | Kanada            | 71,5   | 70,0   | 139,0  |
| 15   | Rogan Reid            | Kanada            | 68,0   | 70,5   | 136,5  |
| 16   | Sebastien Dandurand   | Kanada            | 69,0   | 67,5   | 132,5  |
| 17   | Nigel Lauchlan        | Kanada            | 70,5   | 67,5   | 131,5  |
| 18   | Jean-Charl Pretorius  | Kanada            | 68,5   | 64,0   | 118,5  |
| 19   | Adam Snyder           | Stany Zjednoczone | 65,5   | 62,0   | 109,0  |
| 20   | Logan Mitchell        | Kanada            | 64,5   | 61,0   | 103,0  |
| 21   | Adrian Hannigan       | Kanada            | 62,0   | 60,5   | 102,0  |
| 22   | Aleck Gantick         | Stany Zjednoczone | 82,5   | DNS    | 97,5   |
| 23   | Ben Berend            | Stany Zjednoczone | 77,5   | DNS    | 86,5   |
| 24   | Spencer Knickerbocker | Stany Zjednoczone | 76,5   | DNS    | 83,0   |
| 25   | Fritz Carpenter       | Stany Zjednoczone | 66,5   | DNS    | 58,0   |
| 26   | Nicholas Madden       | Stany Zjednoczone | 63,0   | DNS    | 51,0   |

#### Skocznia średnia/J2 (1.01.2012)
| Msc. | Zawodnik             | Reprezentacja     | Odl. 1 | Odl. 2 | Punkty |
| ---- | -------------------- | ----------------- | ------ | ------ | ------ |
| 1    | Joshua Maurer        | Kanada            | 63,0   | 64,5   | 223,1  |
| 2    | Rogan Reid           | Kanada            | 63,5   | 63,0   | 222,2  |
| 3    | Colton Kissell       | Stany Zjednoczone | 60,5   | 61,0   | 209,7  |
| 4    | Matthew Soukup       | Kanada            | 60,0   | 62,0   | 207,4  |
| 5    | Jean-Charl Pretorius | Kanada            | 57,5   | 58,5   | 191,0  |
| 6    | Adam Snyder          | Stany Zjednoczone | 56,0   | 58,0   | 189,2  |
| 7    | Nicholas Madden      | Stany Zjednoczone | 55,5   | 57,0   | 185,6  |
| 8    | Nigel Lauchlan       | Kanada            | 55,5   | 59,0   | 185,4  |
| 9    | Adrian Hannigan      | Kanada            | 54,0   | 55,0   | 177,7  |
| 10   | Jack van Lierop      | Kanada            | 50,5   | 54,5   | 167,1  |
| 11   | Logan Mitchell       | Kanada            | 53,5   | 54,5   | 166,8  |
| 12   | Ollie Munn           | Kanada            | 49,0   | 46,5   | 136,3  |
| 13   | Matthew Polz         | Kanada            | 44,0   | 45,0   | 117,2  |
| 14   | Joey van Lierop      | Kanada            | 44,0   | 42,0   | 116,0  |

### Kobiety

#### Skocznia normalna (1.01.2012)
| Msc. | Zawodniczka         | Reprezentacja     | Odl. 1 | Odl. 2 | Punkty |
| ---- | ------------------- | ----------------- | ------ | ------ | ------ |
| 1    | Sarah Hendrickson   | Stany Zjednoczone | 89,0   | 92,5   | 234,0  |
| 2    | Nita Englund        | Stany Zjednoczone | 73,0   | 73,5   | 155,0  |
| 3    | Taylor Henrich      | Kanada            | 70,5   | 72,5   | 150,0  |
| 4    | Charlotte Mitchell  | Kanada            | 65,0   | 68,5   | 122,5  |
| 5    | Jasmine Sepandj     | Kanada            | 66,0   | 66,0   | 122,0  |
| 6    | Nina Lussi          | Stany Zjednoczone | 62,0   | 64,0   | 107,5  |
| 7    | Alexandra Pretorius | Kanada            | 59,5   | 57,5   | 86,0   |
| 8    | Raven Yip           | Kanada            | 57,5   | 59,5   | 78,0   |
| 9    | Kamber Kissell      | Stany Zjednoczone | 51,5   | 50,5   | 46,5   |
| 10   | Mahni Bruce         | Kanada            | 50,5   | 50,5   | 42,5   |

#### Skocznia normalna (3.01.2012)
| Msc. | Zawodniczka         | Reprezentacja     | Odl. 1 | Odl. 2 | Punkty |
| ---- | ------------------- | ----------------- | ------ | ------ | ------ |
| 1    | Sarah Hendrickson   | Stany Zjednoczone | 87,5   | 90,5   | 227,5  |
| 2    | Taylor Henrich      | Kanada            | 70,5   | 73,5   | 150,5  |
| 3    | Nita Englund        | Stany Zjednoczone | 70,0   | 66,0   | 131,5  |
| 4    | Nina Lussi          | Stany Zjednoczone | 65,0   | 66,0   | 122,0  |
| 5    | Jasmine Sepandj     | Kanada            | 64,5   | 63,0   | 112,5  |
| 6    | Charlotte Mitchell  | Kanada            | 64,0   | 64,0   | 112,0  |
| 7    | Raven Yip           | Kanada            | 62,5   | 60,5   | 94,5   |
| 8    | Alexandra Pretorius | Kanada            | 60,0   | 57,0   | 91,0   |
| 9    | Mahni Bruce         | Kanada            | 53,0   | 50,5   | 59,0   |
| 10   | Kamber Kissell      | Stany Zjednoczone | 51,0   | 46,0   | 38,0   |

#### Skocznia średnia/J2 (1.01.2012)
| Msc. | Zawodniczka         | Reprezentacja | Odl. 1 | Odl. 2 | Punkty |
| ---- | ------------------- | ------------- | ------ | ------ | ------ |
| 1    | Raven Yip           | Kanada        | 51,0   | 53,0   | 156,7  |
| 2    | Alexandra Pretorius | Kanada        | 47,5   | 47,5   | 136,6  |
| 3    | Mahni Bruce         | Kanada        | 45,5   | 45,0   | 119,3  |
| 4    | Miranda Enno        | Kanada        | 42,0   | 41,5   | 101,0  |

### Drużynowy konkurs mieszany (2.01.2012)
| Msc. | Reprezentacja             | Zawodnicy             | Odl. 1 | Odl. 2 | Nota  | Nota zespołu |
| ---- | ------------------------- | --------------------- | ------ | ------ | ----- | ------------ |
| 1.   | Stany Zjednoczone 1       | Sarah Hendrickson     | 95,5   | 89,5   | 243,0 | 887,5        |
| 1.   | Stany Zjednoczone 1       | Brian Wallace         | 83,5   | 85,0   | 205,5 | 887,5        |
| 1.   | Stany Zjednoczone 1       | William Rhoads        | 84,5   | 79,0   | 192,5 | 887,5        |
| 1.   | Stany Zjednoczone 1       | Christian Friberg     | 94,0   | 93,0   | 246,5 | 887,5        |
| 2.   | Kanada 1                  | Taylor Henrich        | 73,0   | 73,5   | 156,5 | 825,0        |
| 2.   | Kanada 1                  | Dusty Korek           | 88,5   | 88,0   | 220,5 | 825,0        |
| 2.   | Kanada 1                  | Matthew Rowley        | 91,0   | 73,0   | 193,0 | 825,0        |
| 2.   | Kanada 1                  | Eric Mitchell         | 97,0   | 95,0   | 255,0 | 825,0        |
| 3.   | Stany Zjednoczone 2       | Nita Englund          | 75,0   | 66,5   | 140,5 | 747,0        |
| 3.   | Stany Zjednoczone 2       | Dillon Maurer         | 82,0   | 84,5   | 197,5 | 747,0        |
| 3.   | Stany Zjednoczone 2       | Aleck Gantick         | 87,0   | 70,0   | 177,5 | 747,0        |
| 3.   | Stany Zjednoczone 2       | Hyrum Bailey          | 90,5   | 89,5   | 231,5 | 747,0        |
| 4.   | Kanada 2                  | Charlotte Mitchell    | 70,0   | 66,0   | 128,0 | 744,0        |
| 4.   | Kanada 2                  | Rogan Reid            | 79,5   | 80,5   | 183,0 | 744,0        |
| 4.   | Kanada 2                  | Joshua Maurer         | 88,5   | 81,0   | 201,0 | 744,0        |
| 4.   | Kanada 2                  | Nathaniel Mah         | 90,0   | 90,0   | 232,0 | 744,0        |
| 5.   | Stany Zjednoczone 3       | Nina Lussi            | 73,5   | 70,0   | 147,5 | 705,0        |
| 5.   | Stany Zjednoczone 3       | Spencer Knickerbocker | 78,0   | 81,0   | 175,5 | 705,0        |
| 5.   | Stany Zjednoczone 3       | AJ Brown              | 84,5   | 82,0   | 197,0 | 705,0        |
| 5.   | Stany Zjednoczone 3       | Colton Kissell        | 78,5   | 81,5   | 185,0 | 705,0        |
| 6.   | Stany Zjednoczone 4       | Kamber Kissell        | 52,5   | 50,5   | 49,5  | 546,0        |
| 6.   | Stany Zjednoczone 4       | Adam Snyder           | 70,5   | 69,5   | 139,5 | 546,0        |
| 6.   | Stany Zjednoczone 4       | Ben Berend            | 79,0   | 79,0   | 178,0 | 546,0        |
| 6.   | Stany Zjednoczone 4       | Tyler Hutchins        | 77,0   | 80,0   | 179,0 | 546,0        |
| 7.   | Kanada 3                  | Jasmine Sepandj       | 67,0   | 59,0   | 108,5 | 544,5        |
| 7.   | Kanada 3                  | Jean-Charl Pretorius  | 72,0   | 67,0   | 136,5 | 544,5        |
| 7.   | Kanada 3                  | Matthew Soukup        | 71,5   | 79,0   | 139,5 | 544,5        |
| 7.   | Kanada 3                  | Sebastien Dandurand   | 70,0   | 70,0   | 140,0 | 544,5        |
| 8.   | Kanada 4                  | Alexandra Pretorius   | 60,0   | 59,5   | 90,5  | 444,0        |
| 8.   | Kanada 4                  | Logan Mitchell        | 63,5   | 65,0   | 108,5 | 444,0        |
| 8.   | Kanada 4                  | Adrian Hannigan       | 66,5   | 63,5   | 118,0 | 444,0        |
| 8.   | Kanada 4                  | Nigel Lauchlan        | 66,5   | 68,5   | 127,0 | 444,0        |
| 9.   | Kanada/ Stany Zjednoczone | Raven Yip             | 58,5   | 56,0   | 74,5  | 386,0        |
| 9.   | Kanada/ Stany Zjednoczone | Matthew Polz          | 52,5   | 51,5   | 54,0  | 386,0        |
| 9.   | Kanada/ Stany Zjednoczone | Fritz Carpenter       | 71,0   | 69,0   | 134,0 | 386,0        |
| 9.   | Kanada/ Stany Zjednoczone | Nicholas Madden       | 71,0   | 61,5   | 123,5 | 386,0        |